# Brassy (Somme)
Brassy ist eine nordfranzösische Gemeinde mit 82 Einwohnern (Stand 1. Januar 2022) im Département Somme in der Region Hauts-de-France. Die Gemeinde liegt im Arrondissement Amiens und gehört zum Kanton Ailly-sur-Noye.

## Geographie
Die Gemeinde Brassy liegt rund sechs Kilometer südöstlich von Poix-de-Picardie auf den Anhöhen zwischen dem Fluss Évoissons und dem einmündenden Bach Parquets. Zu Brassy gehört die Ferme Saint-Hubert mit einer Kapelle.
| 1962 | 1968 | 1975 | 1982 | 1990 | 1999 | 2006 | 2010 |
| ---- | ---- | ---- | ---- | ---- | ---- | ---- | ---- |
| 60   | 50   | 46   | 56   | 52   | 51   | 60   | 66   |

## Verwaltung
Bürgermeisterin (maire) ist seit 2008 Annie Boulenger.